# Hóquei sobre a grama nos Jogos Olímpicos de Verão de 2012 - Feminino
O torneio feminino de hóquei sobre a grama nos Jogos Olímpicos de Verão de 2012 foi disputado entre os dias 29 de julho e 10 de agosto na Riverbank Arena em Londres.
Na primeira fase, as doze equipes classificadas dividiram-se em dois grupos com seis seleções cada. As duas equipes mais bem colocadas de cada grupo avançaram as semifinais e as vencedoras disputaram a medalha de ouro. Os perdedores das semifinais partiram para a disputa da medalha de bronze. As demais equipes eliminadas na primeira fase disputaram partidas para definir suas colocações finais no torneio olímpico.

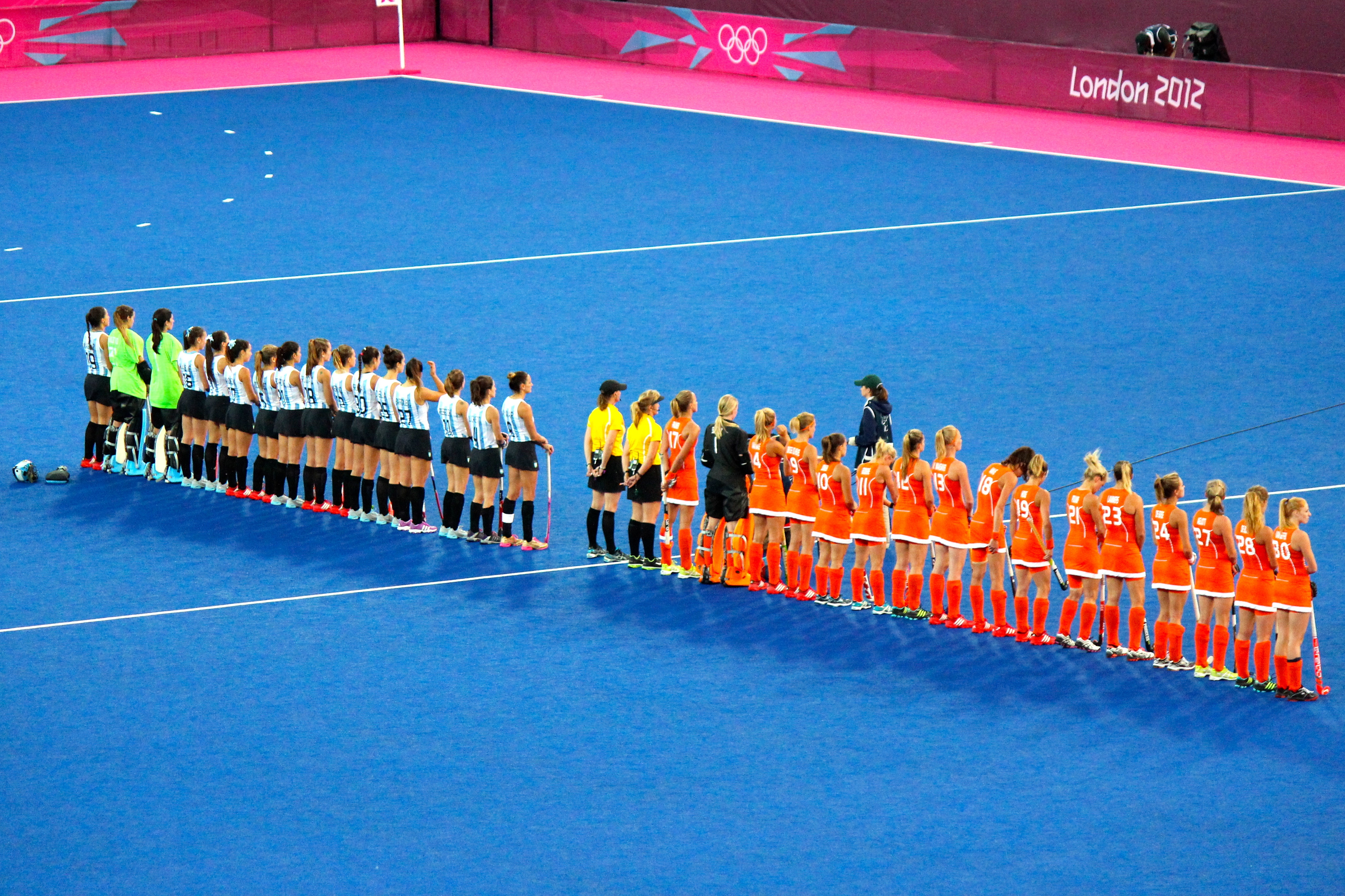
Formações da Argentina e dos Países Baixos antes da final

## Medalhistas
|  | NED Países Baixos |  | ARG Argentina |  | GBR Grã-Bretanha |
|  | Kitty van Male Carlien Dirkse van den Heuvel Kelly Jonker Maartje Goderie Lidewij Welten Maartje Paumen Naomi van As Ellen Hoog Sophie Polkamp Joyce Sombroek Kim Lammers Eva de Goede Marilyn Agliotti Merel de Blaeij Margot van Geffen Caia van Maasakker |  | Laura Del Colle Rosario Luchetti Macarena Rodríguez Luciana Aymar Carla Rebecchi Delfina Merino Martina Cavallero Florencia Habif Rocío Sánchez Moccia Daniela Sruoga Sofía Maccari Mariela Scarone Silvina D'Elía Noel Barrionuevo Josefina Sruoga Florencia Mutio |  | Beth Storry Emily Maguire Laura Unsworth Crista Cullen Hannah Macleod Anne Panter Helen Richardson Kate Walsh Chloe Rogers Laura Bartlett Alex Danson Georgie Twigg Ashleigh Ball Sally Walton Nicola White Sarah Thomas |

## Qualificação
Doze equipes qualificaram-se para o torneio feminino de hóquei de 2012.
| Torneio                        | Data                          | Sede      | Vagas | Classificados             |
| ------------------------------ | ----------------------------- | --------- | ----- | ------------------------- |
| País-sede                      | –                             | –         | 1     | Grã-Bretanha              |
| Jogos Asiáticos de 2010        | 13–24 de novembro de 2010     | China     | 2     | China · Coreia do Sul     |
| Campeonato Europeu de 2011     | 20–27 de agosto de 2011       | Alemanha  | 2     | Países Baixos · Alemanha  |
| Pré-Olímpico Africano          | 2–11 de setembro de 2011      | Zimbabwe  | 1     | —[b]                      |
| Copa da Oceania de 2011        | 6–9 de outubro de 2011        | Austrália | 2     | Nova Zelândia · Austrália |
| Jogos Pan-Americanos de 2011   | 14–30 de outubro de 2011      | México    | 1     | Estados Unidos            |
| Torneio Pré-Olímpico Mundial 1 | 18–25 de fevereiro de 2012    | Índia     | 1     | África do Sul             |
| Torneio Pré-Olímpico Mundial 2 | 17–25 de março de 2012        | Bélgica   | 1     | Bélgica                   |
| Torneio Pré-Olímpico Mundial 3 | 25 de abril–5 de maio de 2012 | Japão     | 1     | Japão                     |
| Convite                        | –                             | –         | 1     | Argentina[b]              |
| Total                          |                               |           | 12    |                           |

Nota
- A ^ A África do Sul venceu o torneio de pré-olímpico da África, mas desistiu da vaga automática com a premissa de que deveria jogar um torneio qualificatório de melhor nível que o africano. Eventualmente, ela ganhou o pré-olímpico mundial 1 e a Argentina foi convidada como a melhor equipe não classificada após a conclusão dos torneios continentais.[4]

## Convocações
Cada equipe deveria inscrever uma lista de 16 jogadores. Ainda foi permitido a cada equipe nomear dois jogadores que poderiam substituir qualquer atleta da lista original em caso de lesão.

## Arbitragem
A Federação Internacional de Hóquei anunciou a lista de árbitros em 3 de janeiro de 2012.
- FRA Claire Adenot
- AUS Julie Ashton-Lucy
- NED Stella Bartlema
- GBR Frances Block
- ARG Carolina de la Fuente
- RUS Elena Eskina
- USA Amy Hassick
- NZL Kelly Hudson
- ARG  Soledad Iparraguirre
- RSA Michelle Joubert
- KOR Kang Hyun-Young
- IRL Carol Metchette
- CHN Miao Lin
- ARG Irene Presenqui
- AUS Lisa Roach
- JPN Chieko Soma
- CAN Wendy Stewart

## Fase de grupos
Todos as partidas seguem o horário de Londres (UTC+1).

### Grupo A

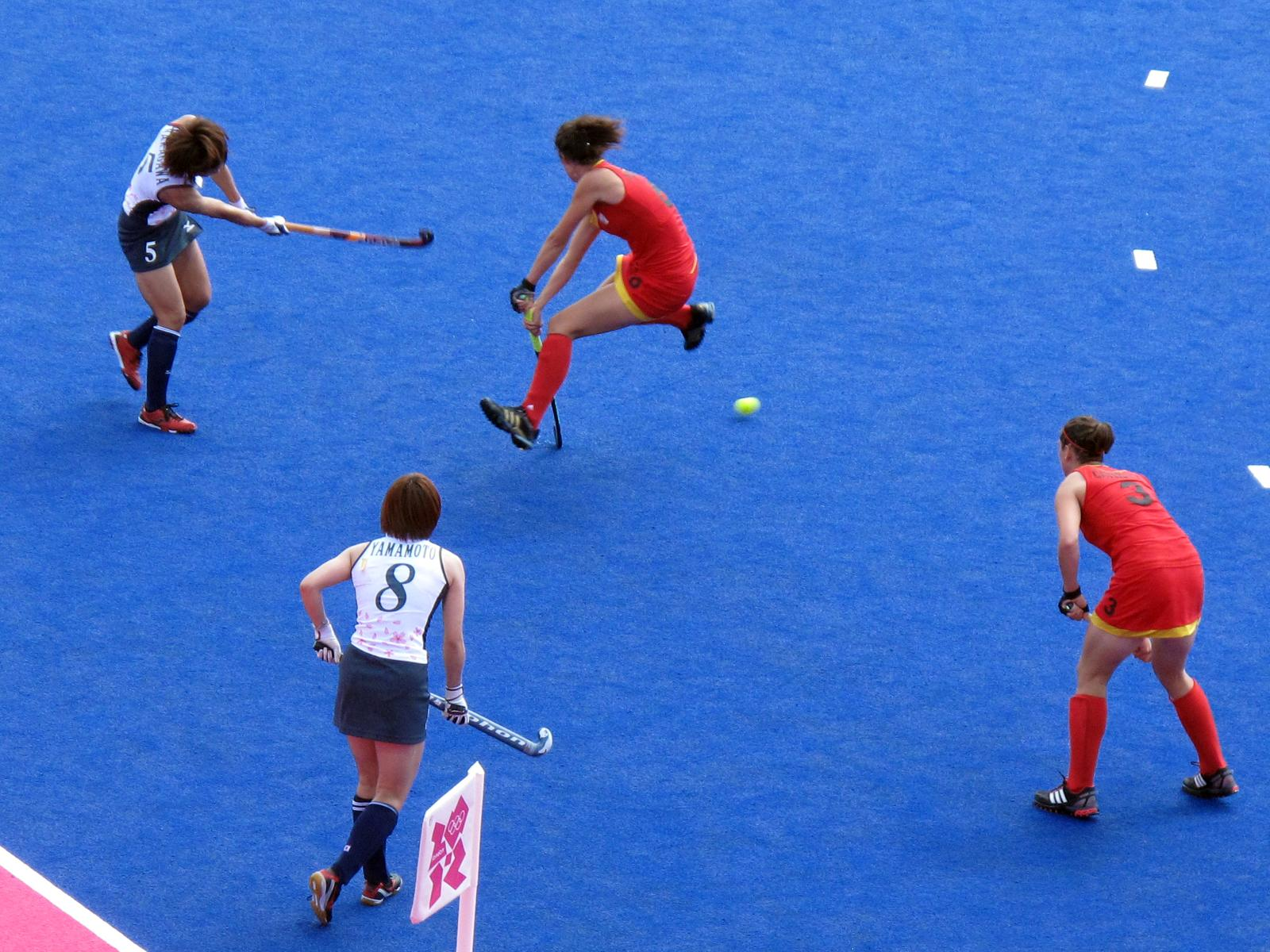
Japão e Bélgica pelo grupo A

| Equipe        | P  | J | V | E | D | GP | GC | SG |
| ------------- | -- | - | - | - | - | -- | -- | -- |
| Países Baixos | 15 | 5 | 5 | 0 | 0 | 12 | 5  | +7 |
| Grã-Bretanha  | 9  | 5 | 3 | 0 | 2 | 14 | 7  | +7 |
| China         | 7  | 5 | 2 | 1 | 2 | 6  | 3  | +3 |
| Coreia do Sul | 6  | 5 | 2 | 0 | 3 | 9  | 13 | –4 |
| Japão         | 4  | 5 | 1 | 1 | 3 | 4  | 9  | –5 |
| Bélgica       | 2  | 5 | 0 | 2 | 3 | 2  | 10 | –8 |

| 29 de julho 10:45                  |           |         |                                                                           |
| Países Baixos                      | 3 – 0     | Bélgica | Riverbank Arena, Londres Árbitros: FRA Claire Adenot RSA Michelle Joubert |
| Lammers 33', 42' van Maasakker 60' | Relatório |         | Riverbank Arena, Londres Árbitros: FRA Claire Adenot RSA Michelle Joubert |

| 29 de julho 13:45                               |           |               |                                                                            |
| China                                           | 4 – 0     | Coreia do Sul | Riverbank Arena, Londres Árbitros: GBR Frances Block AUS Julie Ashton-Lucy |
| Ma Yibo 26', 67' Zhao Yudiao 51' Li Hongxia 54' | Relatório |               | Riverbank Arena, Londres Árbitros: GBR Frances Block AUS Julie Ashton-Lucy |

| 29 de julho 19:00                    |           |       |                                                                              |
| Grã-Bretanha                         | 4 – 0     | Japão | Riverbank Arena, Londres Árbitros: NZL Kelly Hudson ARG Soledad Iparraguirre |
| Danson 7', 28' Thomas 23' Walton 26' | Relatório |       | Riverbank Arena, Londres Árbitros: NZL Kelly Hudson ARG Soledad Iparraguirre |

| 31 de julho 08:30        |           |                             |                                                                            |
| Países Baixos            | 3 – 2     | Japão                       | Riverbank Arena, Londres Árbitros: KOR Kang Hyun-Young ARG Irene Presenqui |
| Lammers 4', 43' Hoog 30' | Relatório | Komazawa 46' Mitsuhashi 53' | Riverbank Arena, Londres Árbitros: KOR Kang Hyun-Young ARG Irene Presenqui |

| 31 de julho 13:45 |           |       |                                                                               |
| Bélgica           | 0 – 0     | China | Riverbank Arena, Londres Árbitros: NZL Kelly Hudson ARG Carolina de la Fuente |
|                   | Relatório |       | Riverbank Arena, Londres Árbitros: NZL Kelly Hudson ARG Carolina de la Fuente |

| 31 de julho 16:00                                   |           |                                                    |                                                                       |
| Grã-Bretanha                                        | 5 – 3     | Coreia do Sul                                      | Riverbank Arena, Londres Árbitros: NED Stella Bartlema AUS Lisa Roach |
| White 6' Cullen 25' Danson 38' Twigg 61' Rogers 62' | Relatório | Kim Da-Rae 18' Han Hye-Lyoung 52' Park Mih-Yun 57' | Riverbank Arena, Londres Árbitros: NED Stella Bartlema AUS Lisa Roach |

| 2 de agosto 08:30 |           |       |                                                                   |
| Coreia do Sul     | 1 – 0     | Japão | Riverbank Arena, Londres Árbitros: CHN Miao Lin GBR Frances Block |
| Cheon Seul-Ki 42' | Relatório |       | Riverbank Arena, Londres Árbitros: CHN Miao Lin GBR Frances Block |

| 2 de agosto 13:45 |           |               |                                                                         |
| China             | 0 – 1     | Países Baixos | Riverbank Arena, Londres Árbitros: RSA Michelle Joubert JPN Chieko Soma |
|                   | Relatório | Goderie 10'   | Riverbank Arena, Londres Árbitros: RSA Michelle Joubert JPN Chieko Soma |

| 2 de agosto 19:00 |           |                                  |                                                                        |
| Bélgica           | 0 – 3     | Grã-Bretanha                     | Riverbank Arena, Londres Árbitros: USA Amy Hassick ARG Irene Presenqui |
|                   | Relatório | Ball 33' Bartlett 40' Cullen 69' | Riverbank Arena, Londres Árbitros: USA Amy Hassick ARG Irene Presenqui |

| 4 de agosto 10:45                             |           |                       |                                                                          |
| Países Baixos                                 | 3 – 2     | Coreia do Sul         | Riverbank Arena, Londres Árbitros: ARG Irene Presenqui FRA Claire Adenot |
| Welten 10' Hoog 14' Dirkse van den Heuvel 36' | Relatório | Cheon Seul-Ki 5', 64' | Riverbank Arena, Londres Árbitros: ARG Irene Presenqui FRA Claire Adenot |

| 4 de agosto 13:45 |           |          |                                                                          |
| Japão             | 1 – 1     | Bélgica  | Riverbank Arena, Londres Árbitros: NED Stella Bartlema CAN Wendy Stewart |
| Yamamoto 58'      | Relatório | Boon 34' | Riverbank Arena, Londres Árbitros: NED Stella Bartlema CAN Wendy Stewart |

| 4 de agosto 16:00              |           |              |                                                                                 |
| China                          | 2 – 1     | Grã-Bretanha | Riverbank Arena, Londres Árbitros: ARG Soledad Iparraguirre IRL Carol Metchette |
| Fu Baorong 41' Zhao Yudiao 47' | Relatório | Cullen 69'   | Riverbank Arena, Londres Árbitros: ARG Soledad Iparraguirre IRL Carol Metchette |

| 6 de agosto 13:45 |           |       |                                                                      |
| Japão             | 1 – 0     | China | Riverbank Arena, Londres Árbitros: RUS Elena Eskina NZL Kelly Hudson |
| Komazawa 54'      | Relatório |       | Riverbank Arena, Londres Árbitros: RUS Elena Eskina NZL Kelly Hudson |

| 6 de agosto 16:00                    |           |            |                                                                       |
| Coreia do Sul                        | 3 – 1     | Bélgica    | Riverbank Arena, Londres Árbitros: AUS Julie Ashton-Lucy CHN Miao Lin |
| Kim Jong-Eun 8', 70' Lee Seon-Ok 24' | Relatório | Coppey 37' | Riverbank Arena, Londres Árbitros: AUS Julie Ashton-Lucy CHN Miao Lin |

| 6 de agosto 19:00 |           |                         |                                                                              |
| Grã-Bretanha      | 1 – 2     | Países Baixos           | Riverbank Arena, Londres Árbitros: ARG Carolina de la Fuente JPN Chieko Soma |
| Cullen 29'        | Relatório | van As 43' van Male 52' | Riverbank Arena, Londres Árbitros: ARG Carolina de la Fuente JPN Chieko Soma |

### Grupo B

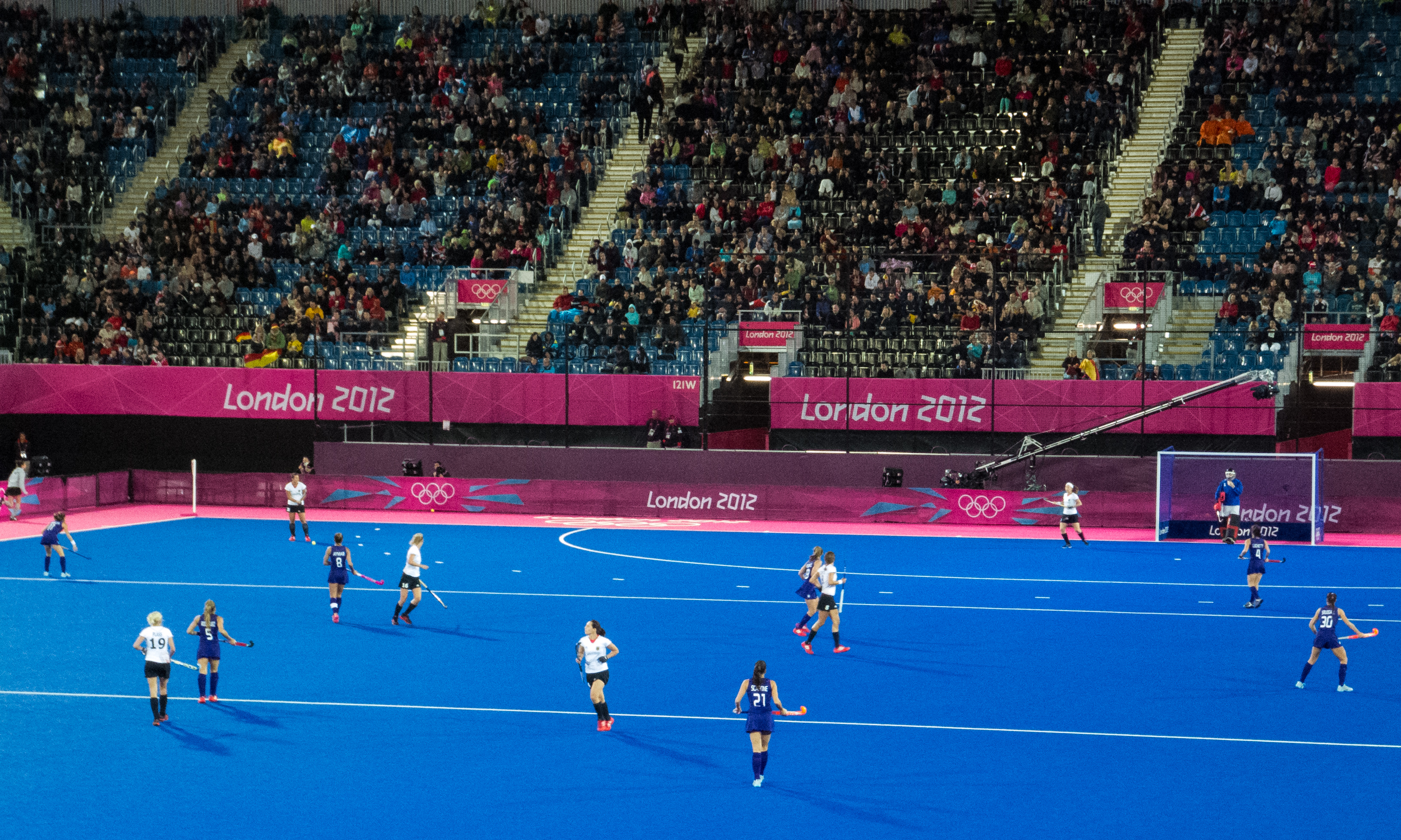
Confronto entre Alemanha e Argentina

| Equipe         | P  | J | V | E | D | GP | GC | SG |
| -------------- | -- | - | - | - | - | -- | -- | -- |
| Argentina      | 10 | 5 | 3 | 1 | 1 | 12 | 4  | +8 |
| Nova Zelândia  | 10 | 5 | 3 | 1 | 1 | 9  | 5  | +4 |
| Austrália      | 10 | 5 | 3 | 1 | 1 | 5  | 2  | +3 |
| Alemanha       | 7  | 5 | 2 | 1 | 2 | 6  | 7  | –1 |
| África do Sul  | 3  | 5 | 1 | 0 | 4 | 9  | 14 | –5 |
| Estados Unidos | 3  | 5 | 1 | 0 | 4 | 4  | 13 | –9 |

| 29 de julho 08:30 |           |           |                                                                               |
| Nova Zelândia     | 1 – 0     | Austrália | Riverbank Arena, Londres Árbitros: RUS Elena Eskina ARG Carolina de la Fuente |
| Finlayson 3'      | Relatório |           | Riverbank Arena, Londres Árbitros: RUS Elena Eskina ARG Carolina de la Fuente |

| 29 de julho 16:00                                                                 |           |                 |                                                                |
| Argentina                                                                         | 7 – 1     | África do Sul   | Riverbank Arena, Londres Árbitros: CHN Miao Lin AUS Lisa Roach |
| Aymar 8', 29' J. Sruoga 20' Cavallero 25' Rebecchi 31' Barrionuevo 62' D'Elía 68' | Relatório | Chamberlain 23' | Riverbank Arena, Londres Árbitros: CHN Miao Lin AUS Lisa Roach |

| 29 de julho 21:15 |           |                |                                                                          |
| Alemanha          | 2 – 1     | Estados Unidos | Riverbank Arena, Londres Árbitros: IRL Carol Metchette CAN Wendy Stewart |
| Rinne 8' Hahn 21' | Relatório | Crandall 56'   | Riverbank Arena, Londres Árbitros: IRL Carol Metchette CAN Wendy Stewart |

| 31 de julho 10:45 |           |                                             |                                                                    |
| África do Sul     | 1 – 4     | Nova Zelândia                               | Riverbank Arena, Londres Árbitros: JPN Chieko Soma USA Amy Hassick |
| Coetzee 52'       | Relatório | C. Harrison 2' Eshuis 22' Sharland 29', 61' | Riverbank Arena, Londres Árbitros: JPN Chieko Soma USA Amy Hassick |

| 31 de julho 19:00 |           |                |                                                                            |
| Argentina         | 0 – 1     | Estados Unidos | Riverbank Arena, Londres Árbitros: FRA Claire Adenot AUS Julie Ashton-Lucy |
|                   | Relatório | Taylor 28'     | Riverbank Arena, Londres Árbitros: FRA Claire Adenot AUS Julie Ashton-Lucy |

| 31 de julho 21:15 |           |                                  |                                                                           |
| Alemanha          | 1 – 3     | Austrália                        | Riverbank Arena, Londres Árbitros: GBR Frances Block RSA Michelle Joubert |
| Otte 9'           | Relatório | Munro 20' Flanagan 46' Boyce 53' | Riverbank Arena, Londres Árbitros: GBR Frances Block RSA Michelle Joubert |

| 2 de agosto 10:45 |           |                |                                                                                 |
| Austrália         | 1 – 0     | Estados Unidos | Riverbank Arena, Londres Árbitros: NED Stella Bartlema ARG Soledad Iparraguirre |
| Flanagan 33'      | Relatório |                | Riverbank Arena, Londres Árbitros: NED Stella Bartlema ARG Soledad Iparraguirre |

| 2 de agosto 16:00 |           |                      |                                                                         |
| África do Sul     | 0 – 2     | Alemanha             | Riverbank Arena, Londres Árbitros: RUS Elena Eskina KOR Kang Hyun-Young |
|                   | Relatório | Mävers 25' Rinne 44' | Riverbank Arena, Londres Árbitros: RUS Elena Eskina KOR Kang Hyun-Young |

| 2 de agosto 21:15 |           |                  |                                                                       |
| Nova Zelândia     | 1 – 2     | Argentina        | Riverbank Arena, Londres Árbitros: AUS Lisa Roach IRL Carol Metchette |
| C. Harrison 62'   | Relatório | Rebecchi 3', 45' | Riverbank Arena, Londres Árbitros: AUS Lisa Roach IRL Carol Metchette |

| 4 de agosto 08:30 |           |               |                                                                 |
| Austrália         | 1 – 0     | África do Sul | Riverbank Arena, Londres Árbitros: CHN Miao Lin USA Amy Hassick |
| Close 8'          | Relatório |               | Riverbank Arena, Londres Árbitros: CHN Miao Lin USA Amy Hassick |

| 4 de agosto 19:00         |           |                                  |                                                                                  |
| Estados Unidos            | 2 – 3     | Nova Zelândia                    | Riverbank Arena, Londres Árbitros: ARG Carolina de la Fuente KOR Kang Hyun-Young |
| O'Donnell 16' Laubach 34' | Relatório | Sharland 2' Flynn 19' Eshuis 64' | Riverbank Arena, Londres Árbitros: ARG Carolina de la Fuente KOR Kang Hyun-Young |

| 4 de agosto 21:15 |           |                                          |                                                                          |
| Alemanha          | 1 – 3     | Argentina                                | Riverbank Arena, Londres Árbitros: AUS Julie Ashton-Lucy JPN Chieko Soma |
| Hasselmann 66'    | Relatório | Maccari 13' Aymar 28' Sánchez Moccia 67' | Riverbank Arena, Londres Árbitros: AUS Julie Ashton-Lucy JPN Chieko Soma |

| 6 de agosto 08:30 |           |          |                                                                            |
| Nova Zelândia     | 0 – 0     | Alemanha | Riverbank Arena, Londres Árbitros: ARG Soledad Iparraguirre AUS Lisa Roach |
|                   | Relatório |          | Riverbank Arena, Londres Árbitros: ARG Soledad Iparraguirre AUS Lisa Roach |

| 6 de agosto 10:45 |           |                                                                        |                                                                        |
| Estados Unidos    | 0 – 7     | África do Sul                                                          | Riverbank Arena, Londres Árbitros: GBR Frances Block FRA Claire Adenot |
|                   | Relatório | Bright 14', 44' George 20' Wilson 25' Coetzee 33', 62' Chamberlain 54' | Riverbank Arena, Londres Árbitros: GBR Frances Block FRA Claire Adenot |

| 6 de agosto 21:15 |           |           |                                                                             |
| Argentina         | 0 – 0     | Austrália | Riverbank Arena, Londres Árbitros: KOR Kang Hyun-Young RSA Michelle Joubert |
|                   | Relatório |           | Riverbank Arena, Londres Árbitros: KOR Kang Hyun-Young RSA Michelle Joubert |

## Classificação 5º–10º lugares

### Decisão pelo 11º lugar
| 10 de agosto 08:30      |           |                |                                                                         |
| Bélgica                 | 2 – 1     | Estados Unidos | Riverbank Arena, Londres Árbitros: RUS Elena Eskina ARG Irene Presenqui |
| Gerniers 20' Valcke 51' | Relatório | Selenski 6'    | Riverbank Arena, Londres Árbitros: RUS Elena Eskina ARG Irene Presenqui |

### Decisão pelo 9º lugar
| 8 de agosto 08:30 |             |               |                                                                        |
| Japão             | 2 – 1 (pro) | África do Sul | Riverbank Arena, Londres Árbitros: NED Stella Bartlema USA Amy Hassick |
| Murakami 63', 80' | Relatório   | Deetlefs 27'  | Riverbank Arena, Londres Árbitros: NED Stella Bartlema USA Amy Hassick |

### Decisão pelo 7º lugar
| 8 de agosto 11:30 |           |                                   |                                                                                |
| Coreia do Sul     | 1 – 4     | Alemanha                          | Riverbank Arena, Londres Árbitros: ARG Carolina de la Fuente FRA Claire Adenot |
| Cheon Seul-Ki 8'  | Relatório | Hahn 6', 16' Rinne 55' Mävers 70' | Riverbank Arena, Londres Árbitros: ARG Carolina de la Fuente FRA Claire Adenot |

### Decisão pelo 5º lugar
| 10 de agosto 11:30 |           |                      |                                                                           |
| China              | 0 – 2     | Austrália            | Riverbank Arena, Londres Árbitros: GBR Frances Block RSA Michelle Joubert |
|                    | Relatório | Schulz 41' Close 60' | Riverbank Arena, Londres Árbitros: GBR Frances Block RSA Michelle Joubert |

## Fase final
|  | Semifinais              | Semifinais    |   |                   | Final               | Final |  |
|  |                         |               |   |                   |                     |       |  |
|  | 8 de agosto             |               |   |                   |                     |       |  |
|  | NED Países Baixos (pen) | 2 (3)         |   |                   |                     |       |  |
|  | NZL Nova Zelândia       | 2 (1)         |   |                   |                     |       |  |
|  |                         |               |   |                   |                     |       |  |
|  |                         |               |   |                   | 10 de agosto        |       |  |
|  |                         |               |   |                   | NED Países Baixos   | 2     |  |
|  |                         | ARG Argentina | 0 |                   |                     |       |  |
|  |                         |               |   |                   |                     |       |  |
|  |                         |               |   |                   |                     |       |  |
|  |                         |               |   |                   | Disputa pelo bronze |       |  |
|  | 8 de agosto             | 8 de agosto   |   | 8 de agosto       | 8 de agosto         |       |  |
|  | GBR Grã-Bretanha        | 1             |   | NZL Nova Zelândia | 1                   |       |  |
|  | ARG Argentina           | 2             |   |                   | GBR Grã-Bretanha    | 3     |  |

### Semifinal
| 8 de agosto 15:30                              |             |                                     |                                                                                   |
| Países Baixos                                  | 2 – 2 (pro) | Nova Zelândia                       | Riverbank Arena, Londres Árbitros: ARG Soledad Iparraguirre AUS Julie Ashton-Lucy |
| Paumen 32', 53'                                | Relatório   | Sharland 7' Forgesson 49'           | Riverbank Arena, Londres Árbitros: ARG Soledad Iparraguirre AUS Julie Ashton-Lucy |
| Penalidades                                    |             |                                     | Riverbank Arena, Londres Árbitros: ARG Soledad Iparraguirre AUS Julie Ashton-Lucy |
| van As · Paumen · De Goede · van Geffen · Hoog | 3 – 1       | Sharland · Michelsen · Flynn · Punt | Riverbank Arena, Londres Árbitros: ARG Soledad Iparraguirre AUS Julie Ashton-Lucy |

| 8 de agosto 20:00           |           |              |                                                                       |
| Argentina                   | 2 – 1     | Grã-Bretanha | Riverbank Arena, Londres Árbitros: AUS Lisa Roach IRL Carol Metchette |
| Barrionuevo 6' Rebecchi 31' | Relatório | Danson 65'   | Riverbank Arena, Londres Árbitros: AUS Lisa Roach IRL Carol Metchette |

### Disputa pelo bronze
| 10 de agosto 15:30 |           |                                  |                                                                             |
| Nova Zelândia      | 1 – 3     | Grã-Bretanha                     | Riverbank Arena, Londres Árbitros: ARG Soledad Iparraguirre JPN Chieko Soma |
| Michelsen 68'      | Relatório | Danson 45' Cullen 59' Thomas 63' | Riverbank Arena, Londres Árbitros: ARG Soledad Iparraguirre JPN Chieko Soma |

### Final
| 10 de agosto 20:00                   |           |           |                                                                         |
| Países Baixos                        | 2 – 0     | Argentina | Riverbank Arena, Londres Árbitros: AUS Julie Ashton-Lucy AUS Lisa Roach |
| Dirkse van den Heuvel 45' Paumen 54' | Relatório |           | Riverbank Arena, Londres Árbitros: AUS Julie Ashton-Lucy AUS Lisa Roach |

## Classificação final

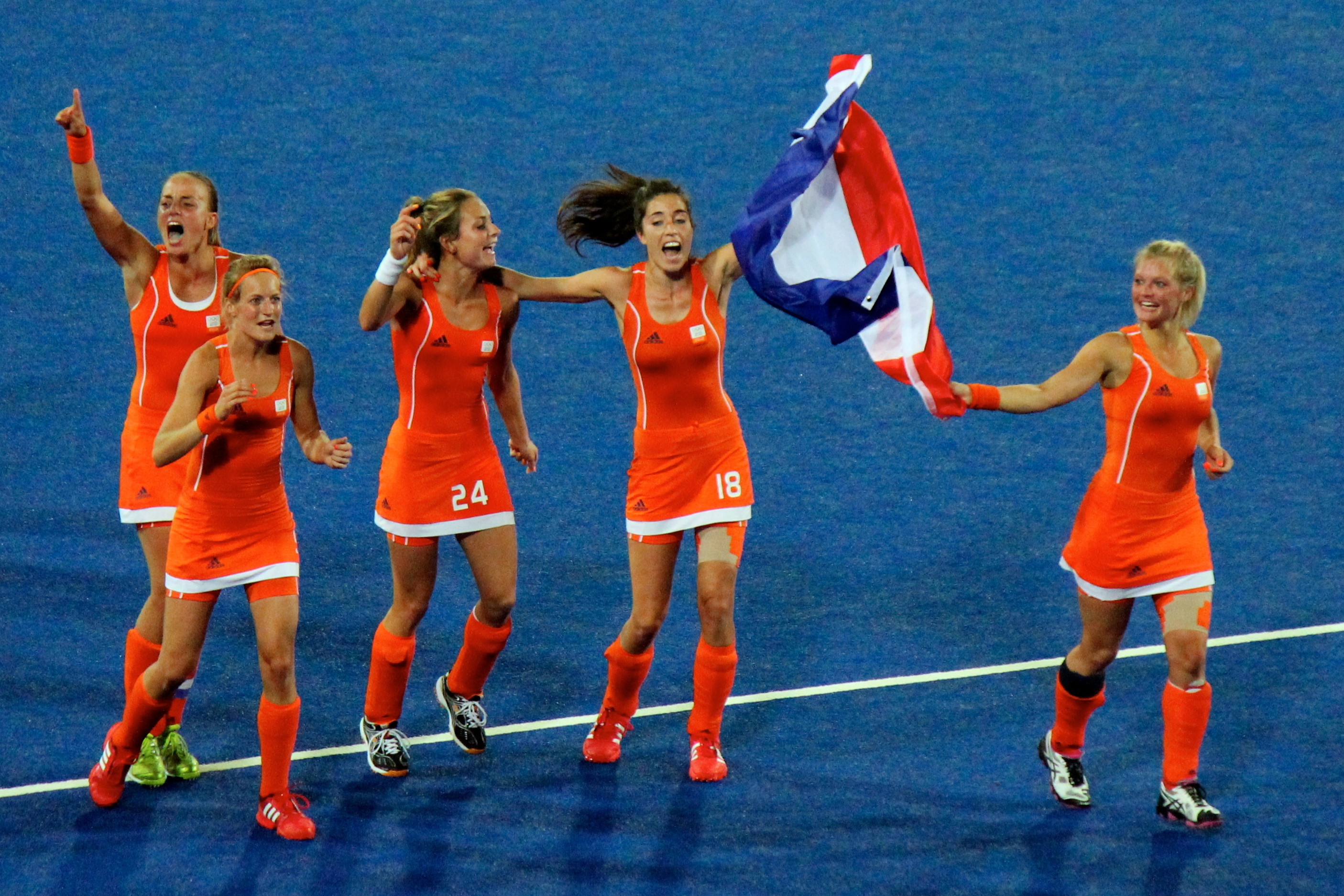
Neerlandesas comemoram a conquista da medalha de ouro

| Pos.              | Equipe             | Campanha (V–E–D) |
| ----------------- | ------------------ | ---------------- |
| Medalha de ouro   | NED Países Baixos  | 6–1–0            |
| Medalha de prata  | ARG Argentina      | 4–1–2            |
| Medalha de bronze | GBR Grã-Bretanha   | 4–0–3            |
| 4                 | NZL Nova Zelândia  | 3–2–2            |
| 5                 | AUS Austrália      | 4–1–1            |
| 6                 | CHN China          | 2–1–3            |
| 7                 | GER Alemanha       | 3–1–2            |
| 8                 | KOR Coreia do Sul  | 2–0–4            |
| 9                 | JPN Japão          | 2–1–3            |
| 10                | RSA África do Sul  | 1–0–5            |
| 11                | BEL Bélgica        | 1–2–3            |
| 12                | USA Estados Unidos | 1–0–5            |